# Reedsburg Town
Reedsburg è una città nella contea di Sauk, Wisconsin , Stati Uniti. La popolazione era di 1.236 al censimento del 2000. Il Comune di Reedsburg si trova nelle vicinanze dell'omonima città di Reedsburg ma è politicamente indipendente.